# Opius epulatiformis
Opius epulatiformis är en stekelart som beskrevs av Fischer 2001. Opius epulatiformis ingår i släktet Opius och familjen bracksteklar. Inga underarter finns listade i Catalogue of Life.